# IFK Norrköping 2008
Säsongen 2008 spelade IFK Norrköping sin 70:e säsong i Allsvenskan och man deltog även i Svenska cupen. IFK Norrköping var nykomlingar i Allsvenskan efter att ha flyttats upp från Superettan. IFK Norrköping slutade på 16:e plats i Allsvenskan och blev därmed nedflyttad till Superettan. Bästa målskytt var Kevin Amuneke med 6 mål.
Inför säsongens start var Mats Jingblad huvudtränare och Sören Cratz samt Sulo Vaattovaara assisterande tränare. Efter en dålig start på säsongen meddelade IFK Norrköping den 18 april att Cratz tog över som huvudtränare, medan Jingblad istället blev sportchef i klubben. Den 14 juli blev Jingblad på nytt huvudtränare och Cratz återvände till rollen som assisterande tränare. Den 31 oktober meddelade IFK Norrköping att Jingblad fick lämna klubben och att Cratz och Vaattovaara skulle leda klubben under säsongens sista två matcher.

## Spelare

### Spelartruppen 2008
| Nr | Land      | Pos | Namn                 |
| -- | --------- | --- | -------------------- |
| 1  | Sverige   | MV  | Sasa Sjanic          |
| 2  | Sverige   | F   | Anders Whass         |
| 3  | Sverige   | F   | Richard Spong        |
| 4  | Sverige   | MF  | David Nordbeck°      |
| 4  | Serbien   | F   | Djordje Mrdjanin*    |
| 5  | Sverige   | F   | Mikael Roth          |
| 7  | Sverige   | MF  | Mikael Blomberg      |
| 8  | Sverige   | F   | Kristoffer Arvhage   |
| 9  | Moldavien | F   | Petru Racu°          |
| 10 | Sverige   | F   | Viktor Rönneklev     |
| 11 | Malawi    | A   | Russell Mwafulirwa*  |
| 12 | Island    | A   | Garðar Gunnlaugsson° |
| 13 | Norge     | MF  | Eirik Dybendal       |
| 14 | Brasilien | MF  | Daniel Bamberg       |
| 15 | Sverige   | F   | Armando Ibraković    |

| Nr | Land           | Pos | Namn                   |
| -- | -------------- | --- | ---------------------- |
| 16 | Sverige        | MF  | Magnus Samuelsson      |
| 17 | Island         | F   | Gunnar Thor Gunnarsson |
| 19 | Sverige        | A   | Imad Khalili           |
| 20 | Sverige        | MF  | Christopher Telo       |
| 21 | Sverige        | F   | Thomas Magnusson       |
| 22 | Italien        | MF  | Feliciano Magro        |
| 23 | Sverige        | A   | Riki Cakic             |
| 24 | Nigeria        | A   | Kevin Amuneke          |
| 25 | Polen          | MF  | Marcin Burkhardt       |
| 25 | Sverige        | F   | Oliver Lönn            |
| 26 | Sverige        | MF  | Andreas Haglund        |
| 27 | Nordmakedonien | MV  | Nuredin Bakiu          |
|    | Belgien        | A   | Simon Omekanda°        |
|    | Frankrike      | A   | Léandre Griffit°       |

° Spelaren lämnade klubben under pågående säsong.

* Spelaren anslöt till klubben under pågående säsong.

### Övergångar

#### Spelare in
| Datum            | Spelare                | Från            | Kommentar             | Noter  |
| ---------------- | ---------------------- | --------------- | --------------------- | ------ |
| 1 november 2007  | Gunnar Thor Gunnarsson | Hammarby IF     | 3-årskontrakt         | [ 8 ]  |
| 22 november 2007 | Feliciano Magro        | Djurgårdens IF  | Bosman, 3-årskontrakt | [ 9 ]  |
| 3 december 2007  | Imad Khalili           | Helsingborgs IF | 3-årskontrakt         | [ 10 ] |
| 3 december 2007  | Armando Ibraković      | IF Sylvia       | 3-årskontrakt         | [ 10 ] |
| 21 december 2007 | Kevin Amuneke          | CSKA Sofia      | 4-årskontrakt         | [ 11 ] |
| 30 juni 2008     | Russell Mwafulirwa     | Ajax Cape Town  | 3,5-årskontrakt       | [ 12 ] |
| 31 juli 2008     | Đorđe Mrđanin          | Hajduk Kula     | 2,5-årskontrakt       | [ 13 ] |

#### Spelare ut
| Datum         | Spelare         | Till | Kommentar                  | Noter  |
| ------------- | --------------- | ---- | -------------------------- | ------ |
| 25 april 2008 | Léandre Griffit |      | Kontrakt brutet            | [ 14 ] |
| 11 maj 2008   | Simon Omekanda  |      | Lämnade klubben den 1 juli | [ 15 ] |

### Utlånade spelare
| Nr | Land      | Pos | Namn                                    |
| -- | --------- | --- | --------------------------------------- |
|    | Moldavien | F   | Petru Racu (i MyPa från 1 augusti 2008) |

| Nr | Land    | Pos | Namn                                              |
| -- | ------- | --- | ------------------------------------------------- |
|    | Sverige | F   | David Nordbeck (i Syrianska FC från 31 juli 2008) |

## Försäsong
IFK Norrköping åkte mellan den 1–8 februari på träningsläger i Maspalomas på Kanarieöarna. Den 13 mars åkte klubben på årets andra träningsläger, till Ayia Napa på Cypern.
Kristoffer Arvhage och Andreas Haglund spelade i samtliga nio träningsmatcher under försäsongen.
| 1     | 4 februari 2008 | IFK Norrköping | 0 – 1                 | Tromsø IL            |                          |                          |
| 19:00 | 19:00           |                | (0 – 1) Rapport 1 & 2 | 43′ Sigurd Rushfeldt | Maspalomas Publik: 1 021 | Maspalomas Publik: 1 021 |
| 19:00 | 19:00           |                |                       |                      | Maspalomas Publik: 1 021 | Maspalomas Publik: 1 021 |
| 19:00 | 19:00           |                |                       |                      | Maspalomas Publik: 1 021 | Maspalomas Publik: 1 021 |

| 2 | 9 februari 2008 | IFK Norrköping | 0 – 1           | Enköpings SK     | Norrköpings idrottspark |                        |
|   |                 |                | (0 – 1) Rapport | 33′ Viktar Sokal | Norrköping Publik: 875  | Norrköping Publik: 875 |
|   |                 |                |                 |                  | Norrköping Publik: 875  | Norrköping Publik: 875 |
|   |                 |                |                 |                  | Norrköping Publik: 875  | Norrköping Publik: 875 |

| 3     | 16 februari 2008 | IFK Norrköping | 1 – 0                 | Örebro SK | Norrköpings idrottspark  |                          |
| 13:00 | 13:00            | Riki Cakic 87′ | (0 – 0) Rapport 1 & 2 |           | Norrköping Publik: 1 205 | Norrköping Publik: 1 205 |
| 13:00 | 13:00            |                |                       |           | Norrköping Publik: 1 205 | Norrköping Publik: 1 205 |
| 13:00 | 13:00            |                |                       |           | Norrköping Publik: 1 205 | Norrköping Publik: 1 205 |

| 4     | 23 februari 2008 | IFK Norrköping                                    | 2 – 0                 | IFK Mariehamn | Norrköpings idrottspark |            |
| 13:30 | 13:30            | Daniel Bamberg 54′ Garðar Gunnlaugsson 73′ (str.) | (0 – 0) Rapport 1 & 2 |               | Norrköping              | Norrköping |
| 13:30 | 13:30            |                                                   |                       |               | Norrköping              | Norrköping |
| 13:30 | 13:30            |                                                   |                       |               | Norrköping              | Norrköping |

| 5     | 27 februari 2008 | Jönköpings Södra | 0 – 1                 | IFK Norrköping  | Elmiahallen |           |
| 17:30 | 17:30            |                  | (0 – 0) Rapport 1 & 2 | Andreas Haglund | Jönköping   | Jönköping |
| 17:30 | 17:30            |                  |                       |                 | Jönköping   | Jönköping |
| 17:30 | 17:30            |                  |                       |                 | Jönköping   | Jönköping |

| 6     | 1 mars 2008 | Gais                                                 | 3 – 1                 | IFK Norrköping  | Ruddalens IP         |                      |
| 14:30 | 14:30       | Wanderson 36′ Andreas Tobiasson 44′ Sheriff Suma 79′ | (2 – 1) Rapport 1 & 2 | 4′ Imad Khalili | Göteborg Publik: 740 | Göteborg Publik: 740 |
| 14:30 | 14:30       |                                                      |                       |                 | Göteborg Publik: 740 | Göteborg Publik: 740 |
| 14:30 | 14:30       |                                                      |                       |                 | Göteborg Publik: 740 | Göteborg Publik: 740 |

| 7     | 8 mars 2008 | FC Nordsjælland                                                          | 4 – 1                 | IFK Norrköping      | Farum Stadion (plan 7) |       |
| 13:15 | 13:15       | Issey Nakajima-Farran 4′, 48′ Stephan Petersen 25′ Thomas Kristensen 31′ | (3 – 0) Rapport 1 & 2 | 52′ Andreas Haglund | Farum                  | Farum |
| 13:15 | 13:15       |                                                                          |                       |                     | Farum                  | Farum |
| 13:15 | 13:15       |                                                                          |                       |                     | Farum                  | Farum |

| 8     | 15 mars 2008 | Hammarby IF                                     | 2 – 0                 | IFK Norrköping |           |           |
| 14:00 | 14:00        | Freddy Söderberg 29′ Sebastian Castro-Tello 64′ | (1 – 0) Rapport 1 & 2 |                | Ayia Napa | Ayia Napa |
| 14:00 | 14:00        |                                                 |                       |                | Ayia Napa | Ayia Napa |
| 14:00 | 14:00        |                                                 |                       |                | Ayia Napa | Ayia Napa |

| 9     | 23 mars 2008 | IFK Norrköping                               | 3 – 0                 | Jönköpings Södra | Norrköpings idrottspark                                  |                                                          |
| 13:00 | 13:00        | Feliciano Magro 36′, 70′ Léandre Griffit 82′ | (1 – 0) Rapport 1 & 2 |                  | Norrköping Publik: 795 Domare: Magnus Ahlsén (Linköping) | Norrköping Publik: 795 Domare: Magnus Ahlsén (Linköping) |
| 13:00 | 13:00        |                                              |                       |                  | Norrköping Publik: 795 Domare: Magnus Ahlsén (Linköping) | Norrköping Publik: 795 Domare: Magnus Ahlsén (Linköping) |
| 13:00 | 13:00        |                                              |                       |                  | Norrköping Publik: 795 Domare: Magnus Ahlsén (Linköping) | Norrköping Publik: 795 Domare: Magnus Ahlsén (Linköping) |

## Allsvenskan

### Ligatabell
| Nr | Lag                | S  | V  | O  | F  | GM | IM | MS  | P  |
| -- | ------------------ | -- | -- | -- | -- | -- | -- | --- | -- |
| 1  | Kalmar FF          | 30 | 20 | 4  | 6  | 70 | 33 | +37 | 64 |
| 2  | IF Elfsborg        | 30 | 19 | 6  | 5  | 49 | 18 | +31 | 63 |
| 3  | IFK Göteborg (RM)  | 30 | 15 | 9  | 6  | 50 | 26 | +24 | 54 |
| 4  | Helsingborgs IF    | 30 | 16 | 6  | 8  | 54 | 41 | +13 | 54 |
| 5  | AIK                | 30 | 12 | 9  | 9  | 36 | 32 | +4  | 45 |
| 6  | Malmö FF           | 30 | 12 | 8  | 10 | 51 | 46 | +5  | 44 |
| 7  | Örebro SK          | 30 | 11 | 9  | 10 | 36 | 39 | −3  | 42 |
| 8  | Halmstads BK       | 30 | 11 | 8  | 11 | 41 | 38 | +3  | 41 |
| 9  | Hammarby IF        | 30 | 11 | 8  | 11 | 44 | 51 | −7  | 41 |
| 10 | Trelleborgs FF     | 30 | 9  | 13 | 8  | 33 | 31 | +2  | 40 |
| 11 | Gais               | 30 | 9  | 11 | 10 | 30 | 36 | −6  | 38 |
| 12 | Djurgårdens IF     | 30 | 9  | 9  | 12 | 30 | 41 | −11 | 36 |
| 13 | Gefle IF           | 30 | 7  | 7  | 16 | 33 | 42 | −9  | 28 |
| 14 | Ljungskile SK (U)  | 30 | 6  | 6  | 18 | 23 | 52 | −29 | 24 |
| 15 | GIF Sundsvall (U)  | 30 | 5  | 7  | 18 | 26 | 54 | −28 | 22 |
| 16 | IFK Norrköping (U) | 30 | 4  | 8  | 18 | 31 | 58 | −27 | 20 |

### Matcher
| 1 30 mars 2008 | IFK Norrköping    | 1 – 2   | Djurgårdens IF                             | Norrköping                                                           |  |  |
| 14:30          | Kevin Amuneke 54′ | Rapport | 5′ Mikael Dahlberg 51′ Sebastian Rajalakso | Arena: Norrköpings idrottspark Publik: 15 651 Domare: Martin Hansson |  |  |
|                |                   |         |                                            |                                                                      |  |  |

| 2 6 april 2008 | Gefle IF            | 2 – 0   | IFK Norrköping | Gävle                                                    |  |  |
| 15:00          | Johan Oremo 2′, 27′ | Rapport |                | Arena: Strömvallen Publik: 3 887 Domare: Michael Lerjéus |  |  |
|                |                     |         |                |                                                          |  |  |

| 3 9 april 2008 | IFK Norrköping | 1 – 1   | Trelleborgs FF  | Norrköping                                                          |  |  |
| 19:00          | 31′ (sjm.)     | Rapport | 77′ Erik Sundin | Arena: Norrköpings idrottspark Publik: 4 850 Domare: Jonas Eriksson |  |  |
|                |                |         |                 |                                                                     |  |  |

| 4 12 april 2008 | IFK Göteborg                                                        | 4 – 0   | IFK Norrköping | Göteborg                                              |  |  |
| 16:00           | 42′ (sjm.) Tobias Hysén 53′ Gustav Svensson 72′ Mathias Ranégie 77′ | Rapport |                | Arena: Ullevi Publik: 7 212 Domare: Martin Ingvarsson |  |  |
|                 |                                                                     |         |                |                                                       |  |  |

| 5 16 april 2008 | IFK Norrköping | 1 – 3   | Halmstads BK                            | Norrköping                                                             |  |  |
| 19:00           | Riki Cakic 84′ | Rapport | 2′, 24′ Peter Larsson 82′ Ajsel Kujovic | Arena: Norrköpings idrottspark Publik: 5 452 Domare: Daniel Stålhammar |  |  |
|                 |                |         |                                         |                                                                        |  |  |

| 6 20 april 2008 | Helsingborgs IF                       | 2 – 2   | IFK Norrköping                              | Helsingborg                                          |  |  |
| 17:45           | Henrik Larsson 47′ René Makondele 49′ | Rapport | 27′ Marcin Burkhardt 90′ Kristoffer Arvhage | Arena: Olympia Publik: 10 301 Domare: Jonas Eriksson |  |  |
|                 |                                       |         |                                             |                                                      |  |  |

| 7 24 april 2008 | Malmö FF              | 2 – 1   | IFK Norrköping    | Malmö                                                            |  |  |
| 19:00           | Ola Toivonen 26′, 46′ | Rapport | 72′ Richard Spong | Arena: Malmö Stadion Publik: 12 911 Domare: Markus Strömbergsson |  |  |
|                 |                       |         |                   |                                                                  |  |  |

| 8 28 april 2008 | IFK Norrköping | 0 – 0   | Örebro SK | Norrköping                                                              |  |  |
| 19:00           |                | Rapport |           | Arena: Norrköpings idrottspark Publik: 8 705 Domare: Stefan Johannesson |  |  |
|                 |                |         |           |                                                                         |  |  |

| 9 5 maj 2008 | Gais | 0 – 0   | IFK Norrköping | Göteborg                                                |  |  |
| 19:00        |      | Rapport |                | Arena: Ullevi Publik: 4 035 Domare: Sven-Martin Åkesson |  |  |
|              |      |         |                |                                                         |  |  |

| 10 8 maj 2008 | IFK Norrköping           | 1 – 2   | AIK                                 | Norrköping                                                             |  |  |
| 19:45         | Kevin Amuneke 75′ (str.) | Rapport | 46′ Dulee Johnson 56′ Daniel Mendes | Arena: Norrköpings idrottspark Publik: 13 784 Domare: Peter Fröjdfeldt |  |  |
|               |                          |         |                                     |                                                                        |  |  |

| 11 11 maj 2008 | Ljungskile SK | 0 – 2   | IFK Norrköping                     | Ljungskile                                                      |  |  |
| 16:00          |               | Rapport | 16′ Kevin Amuneke 49′ Imad Khalili | Arena: Starke Arvid Arena Publik: 2 640 Domare: Tobias Mattsson |  |  |
|                |               |         |                                    |                                                                 |  |  |

| 12 2 juli 2008 | IFK Norrköping | 0 – 2   | GIF Sundsvall                          | Norrköping                                                             |  |  |
| 19:00          |                | Rapport | 88′ Linus Hallenius 90′ Benny Mattsson | Arena: Norrköpings idrottspark Publik: 6 812 Domare: Martin Ingvarsson |  |  |
|                |                |         |                                        |                                                                        |  |  |

| 13 7 juli 2008 | Hammarby IF                                                     | 4 – 3   | IFK Norrköping                                             | Stockholm                                                 |  |  |
| 19:00          | Petter Andersson 10′, 73′ Paulinho Guará 17′ Charles Davies 45′ | Rapport | 51′ Garðar Gunnlaugsson 78′ Daniel Bamberg 83′ Mikael Roth | Arena: Söderstadion Publik: 11 128 Domare: Jonas Eriksson |  |  |
|                |                                                                 |         |                                                            |                                                           |  |  |

| 14 13 juli 2008 | IFK Norrköping     | 1 – 3   | Kalmar FF                           | Norrköping                                                             |  |  |
| 18:00           | Daniel Bamberg 63′ | Rapport | 8′, 45′ César Santin 30′ Viktor Elm | Arena: Norrköpings idrottspark Publik: 6 541 Domare: Daniel Stålhammar |  |  |
|                 |                    |         |                                     |                                                                        |  |  |

| 15 23 juli 2008 | IF Elfsborg                                          | 3 – 0   | IFK Norrköping | Borås                                                   |  |  |
| 19:00           | Emir Bajrami 2′ Denni Avdić 39′ Elmin Kurbegović 72′ | Rapport |                | Arena: Borås Arena Publik: 9 083 Domare: Håkan Jonasson |  |  |
|                 |                                                      |         |                |                                                         |  |  |

| 16 30 juli 2008 | IFK Norrköping | 0 – 1   | IF Elfsborg     | Norrköping                                                             |  |  |
| 19:45           |                | Rapport | 84′ Denni Avdić | Arena: Norrköpings idrottspark Publik: 5 980 Domare: Martin Ingvarsson |  |  |
|                 |                |         |                 |                                                                        |  |  |

| 17 12 augusti 2008 | IFK Norrköping                       | 2 – 1   | Gefle IF           | Norrköping                                                          |  |  |
| 19:45              | Daniel Bamberg 15′ Kevin Amuneke 21′ | Rapport | 93′ Hasse Berggren | Arena: Norrköpings idrottspark Publik: 3 551 Domare: Håkan Jonasson |  |  |
|                    |                                      |         |                    |                                                                     |  |  |

| 18 17 augusti 2008 | Trelleborgs FF  | 1 – 0   | IFK Norrköping | Trelleborg                                              |  |  |
| 18:00              | Erik Sundin 11′ | Rapport |                | Arena: Vångavallen Publik: 2 022 Domare: Martin Hansson |  |  |
|                    |                 |         |                |                                                         |  |  |

| 19 23 augusti 2008 | IFK Norrköping                        | 2 – 2   | IFK Göteborg             | Norrköping                                                             |  |  |
| 16:00              | Đorđe Mrđanin 32′ Feliciano Magro 81′ | Rapport | 1′, 13′ Pontus Wernbloom | Arena: Norrköpings idrottspark Publik: 4 938 Domare: Daniel Stålhammar |  |  |
|                    |                                       |         |                          |                                                                        |  |  |

| 20 31 augusti 2008 | Halmstads BK                    | 2 – 0   | IFK Norrköping | Halmstad                                                     |  |  |
| 18:00              | Michael Görlitz 36′ Anselmo 36′ | Rapport |                | Arena: Örjans vall Publik: 4 341 Domare: Sven-Martin Åkesson |  |  |
|                    |                                 |         |                |                                                              |  |  |

| 21 14 september 2008 | IFK Norrköping                                       | 3 – 4   | Helsingborgs IF                                            | Norrköping                                                               |  |  |
| 17:00                | Kevin Amuneke 57′ Daniel Bamberg 78′ Mikael Roth 89′ | Rapport | 12′, 19′ Rasmus Jönsson 16′ Isaac Chansa 84′ Roman Kienast | Arena: Norrköpings idrottspark Publik: 5 775 Domare: Sven-Martin Åkesson |  |  |
|                      |                                                      |         |                                                            |                                                                          |  |  |

| 22 23 september 2008 | IFK Norrköping    | 1 – 0   | Malmö FF | Norrköping                                                          |  |  |
| 19:00                | Kevin Amuneke 12′ | Rapport |          | Arena: Norrköpings idrottspark Publik: 4 783 Domare: Jonas Eriksson |  |  |
|                      |                   |         |          |                                                                     |  |  |

| 23 29 september 2008 | Örebro SK                       | 2 – 2   | IFK Norrköping                         | Örebro                                                  |  |  |
| 19:00                | Nordin Gerzic 24′ Kim Olsen 53′ | Rapport | 36′ Daniel Bamberg 46′ Feliciano Magro | Arena: Eyravallen Publik: 10 606 Domare: Jonas Eriksson |  |  |
|                      |                                 |         |                                        |                                                         |  |  |

| 24 2 oktober 2008 | Djurgårdens IF | 1 – 1   | IFK Norrköping    | Stockholm                                                       |  |  |
| 20:30             | Enrico 75′     | Rapport | 49′ Richard Spong | Arena: Stockholms Stadion Publik: 5 332 Domare: Tobias Mattsson |  |  |
|                   |                |         |                   |                                                                 |  |  |

| 25 6 oktober 2008 | IFK Norrköping | 0 – 1   | Gais                | Norrköping                                                          |  |  |
| 19:00             |                | Rapport | 4′ Fredrik Lundgren | Arena: Norrköpings idrottspark Publik: 6 278 Domare: Martin Hansson |  |  |
|                   |                |         |                     |                                                                     |  |  |

| 26 18 oktober 2008 | AIK                              | 2 – 0   | IFK Norrköping | Stockholm                                           |  |  |
| 14:00              | Iván Óbolo 10′ Daniel Mendes 82′ | Rapport |                | Arena: Råsunda Publik: 8 662 Domare: Jonas Eriksson |  |  |
|                    |                                  |         |                |                                                     |  |  |

| 27 22 oktober 2008 | IFK Norrköping         | 1 – 1   | Ljungskile SK       | Norrköping                                                          |  |  |
| 19:00              | Russell Mwafulirwa 28′ | Rapport | 75′ Jörgen Wålemark | Arena: Norrköpings idrottspark Publik: 4 301 Domare: Martin Hansson |  |  |
|                    |                        |         |                     |                                                                     |  |  |

| 28 27 oktober 2008 | GIF Sundsvall                            | 2 – 1   | IFK Norrköping         | Sundsvall                                                   |  |  |
| 19:00              | Magnus Powell 20′ Robert Mambo Mumba 89′ | Rapport | 11′ Kristoffer Arvhage | Arena: Idrottsparken Publik: 2 855 Domare: Peter Fröjdfeldt |  |  |
|                    |                                          |         |                        |                                                             |  |  |

| 29 2 november 2008 | Kalmar FF                                                          | 6 – 0   | IFK Norrköping | Kalmar                                                          |  |  |
| 15:00              | Rasmus Elm 41′ Viktor Elm 42′, 48′, 78′, 90′ Daniel Sobralense 73′ | Rapport |                | Arena: Fredriksskans IP Publik: 7 218 Domare: Martin Ingvarsson |  |  |
|                    |                                                                    |         |                |                                                                 |  |  |

| 30 9 november 2008 | IFK Norrköping                                                                         | 5 – 2   | Hammarby IF           | Norrköping                                                          |  |  |
| 15:00              | Imad Khalili 24′ Russell Mwafulirwa 28′, 46′ Thomas Magnusson 82′ Christopher Telo 87′ | Rapport | 2′, 6′ Charlie Davies | Arena: Norrköpings idrottspark Publik: 2 380 Domare: Åke Andreasson |  |  |
|                    |                                                                                        |         |                       |                                                                     |  |  |

## Svenska cupen
IFK Norrköping tog sig till kvartsfinal i Svenska cupen 2008.
Källa:
| Omg. 2 | 1 maj 2008 | Ramlösa Södra FF                   | 2 – 4                 | IFK Norrköping                                                              | Hedens IP                                       |                                                 |
| 14:30  | 14:30      | Felix Erlanson 69′ Robin Staaf 76′ | (0 – 3) Rapport 1 & 2 | 16′ Riki Cakic 30′ Kevin Amuneke 42′ Christopher Telo 51′ Georg-Peter Kawmi | Helsingborg Publik: 375 Domare: Mikael Eriksson | Helsingborg Publik: 375 Domare: Mikael Eriksson |
| 14:30  | 14:30      |                                    |                       |                                                                             | Helsingborg Publik: 375 Domare: Mikael Eriksson | Helsingborg Publik: 375 Domare: Mikael Eriksson |
| 14:30  | 14:30      |                                    |                       |                                                                             | Helsingborg Publik: 375 Domare: Mikael Eriksson | Helsingborg Publik: 375 Domare: Mikael Eriksson |

| Omg. 3 | 14 maj 2008 | Vasalunds IF | 3 – 4                 | IFK Norrköping                                                          | Skytteholms IP                                   |                                                  |
| 19:00  | 19:00       | 35′ 46′ 65′  | (1 – 2) Rapport 1 & 2 | 31′, 60′ Christopher Telo 33′ Simon Omekanda 52′ Gunnar Thor Gunnarsson | Solna Publik: 1 010 Domare: Martin Strömbergsson | Solna Publik: 1 010 Domare: Martin Strömbergsson |
| 19:00  | 19:00       |              |                       |                                                                         | Solna Publik: 1 010 Domare: Martin Strömbergsson | Solna Publik: 1 010 Domare: Martin Strömbergsson |
| 19:00  | 19:00       |              |                       |                                                                         | Solna Publik: 1 010 Domare: Martin Strömbergsson | Solna Publik: 1 010 Domare: Martin Strömbergsson |

| Omg. 4 | 28 juni 2008 | Karlslunds IF | 0 – 3                 | IFK Norrköping                              | Karlslund Arena                              |                                              |
| 17:00  | 17:00        |               | (0 – 1) Rapport 1 & 2 | 24′, 77′ Garðar Gunnlaugsson 90′ Petru Racu | Örebro Publik: 1 021 Domare: Patrik Berglund | Örebro Publik: 1 021 Domare: Patrik Berglund |
| 17:00  | 17:00        |               |                       |                                             | Örebro Publik: 1 021 Domare: Patrik Berglund | Örebro Publik: 1 021 Domare: Patrik Berglund |
| 17:00  | 17:00        |               |                       |                                             | Örebro Publik: 1 021 Domare: Patrik Berglund | Örebro Publik: 1 021 Domare: Patrik Berglund |

| Kvartsfinal | 10 juli 2008 | IFK Norrköping                                                                    | 2 – 2 (e.fl.)              | Enköpings SK                                                                        | Norrköpings idrottspark                       |                                               |
| 18:00       | 18:00        | Daniel Bamberg 29′ Thomas Magnusson 110′                                          | (1 – 0) Rapport 1 & 2      | 67′ (sjm.) Kristoffer Arvhage 120′ Andreas Eriksson Ljunggren                       | Norrköping Publik: 677 Domare: Åke Andreasson | Norrköping Publik: 677 Domare: Åke Andreasson |
| 18:00       | 18:00        |                                                                                   |                            |                                                                                     | Norrköping Publik: 677 Domare: Åke Andreasson | Norrköping Publik: 677 Domare: Åke Andreasson |
| 18:00       | 18:00        | Kristoffer Arvhage Eirik Dybendal Daniel Bamberg Viktor Rönneklev Feliciano Magro | Straffsparksläggning 4 – 5 | Viktar Sokal Sergiy Mytin Andreas Eriksson Ljunggren Vitali Gussev Niklas Klingberg | Norrköping Publik: 677 Domare: Åke Andreasson | Norrköping Publik: 677 Domare: Åke Andreasson |

## Spelare

### Spelarstatistik
Källor:
| Nr | Position | Nat.      | Namn                | Allsvenskan 2008 | Allsvenskan 2008 |
| Nr | Position | Nat.      | Namn                | Matcher          | Mål              |
| -- | -------- | --------- | ------------------- | ---------------- | ---------------- |
| 1  | MV       | Sverige   | Sasa Sjanic         | 1                | 0                |
| 2  | F        | Sverige   | Anders Whass        | 22               | 0                |
| 3  | MF       | Sverige   | Richard Spong       | 22               | 2                |
| 4  | MF       | Sverige   | David Nordbeck      | 1                | 0                |
| 5  | F        | Sverige   | Mikael Roth         | 28               | 2                |
| 7  | MF       | Sverige   | Mikael Blomberg     | 22               | 0                |
| 8  | F        | Sverige   | Kristoffer Arvhage  | 28               | 2                |
| 9  | F        | Moldavien | Petru Racu          | 7                | 0                |
| 10 | MF       | Sverige   | Viktor Rönneklev    | 17               | 0                |
| 12 | A        | Island    | Garðar Gunnlaugsson | 8                | 1                |
| 13 | MF       | Norge     | Eirik Dybendal      | 21               | 0                |
| 14 | MF       | Brasilien | Daniel Bamberg      | 28               | 5                |
| 15 | F        | Sverige   | Armando Ibraković   | 5                | 0                |
| 16 | MF       | Sverige   | Magnus Samuelsson   | 7                | 0                |
| 17 | F        | Island    | Gunnar Gunnarsson   | 9                | 0                |
| 19 | A        | Sverige   | Imad Khalili        | 17               | 2                |
| 20 | MF       | Sverige   | Christopher Telo    | 12               | 1                |
| 21 | F        | Sverige   | Thomas Magnusson    | 24               | 1                |
| 22 | MF       | Schweiz   | Feliciano Magro     | 24               | 2                |
| 23 | MF       | Sverige   | Riki Cakić          | 3                | 1                |
| 24 | A        | Nigeria   | Kevin Amuneke       | 27               | 6                |
| 25 | MF       | Polen     | Marcin Burkhardt    | 14               | 1                |
| 25 | F        | Sverige   | Oliver Lönn         | 1                | 0                |
| 26 | A        | Sverige   | Andreas Haglund     | 11               | 0                |
| 27 | MV       | Sverige   | Nuredin Bakiu       | 29               | 0                |
| –  | MF       | Malawi    | Russell Mwafulirwa  | 15               | 3                |
| –  | F        | Serbien   | Đorđe Mrđanin       | 5                | 1                |
| –  | MF       | Frankrike | Léandre Griffit     | 1                | 0                |
| –  | A        | Belgien   | Simon Omekanda      | 0                | 0                |